# Kronika wczesnych królów
Kronika wczesnych królów (Grayson), też Kronika starożytnych królów (Glassner) – historiograficzny tekst babiloński opisujący wydarzenia z czasów panowania różnych mezopotamskich władców, począwszy od rządów akadyjskiego króla Sargona Wielkiego (ok. 2334-2279 p.n.e.) aż do rządów kasyckiego króla Aguma III (ok. 1450 p.n.e.). Treść tej kroniki zachowana jest na dwóch tabliczkach glinianych, tabliczce A i tabliczce B, przy czym tekst na tabliczce A zachowany jest niemal w całości, podczas gdy tekst na tabliczce B jest mocno uszkodzony. Poziome linie dzielą kronikę na sekcje nierównej długości, z których każda poświęcona jest rządom innego władcy. 

## Tabliczka A

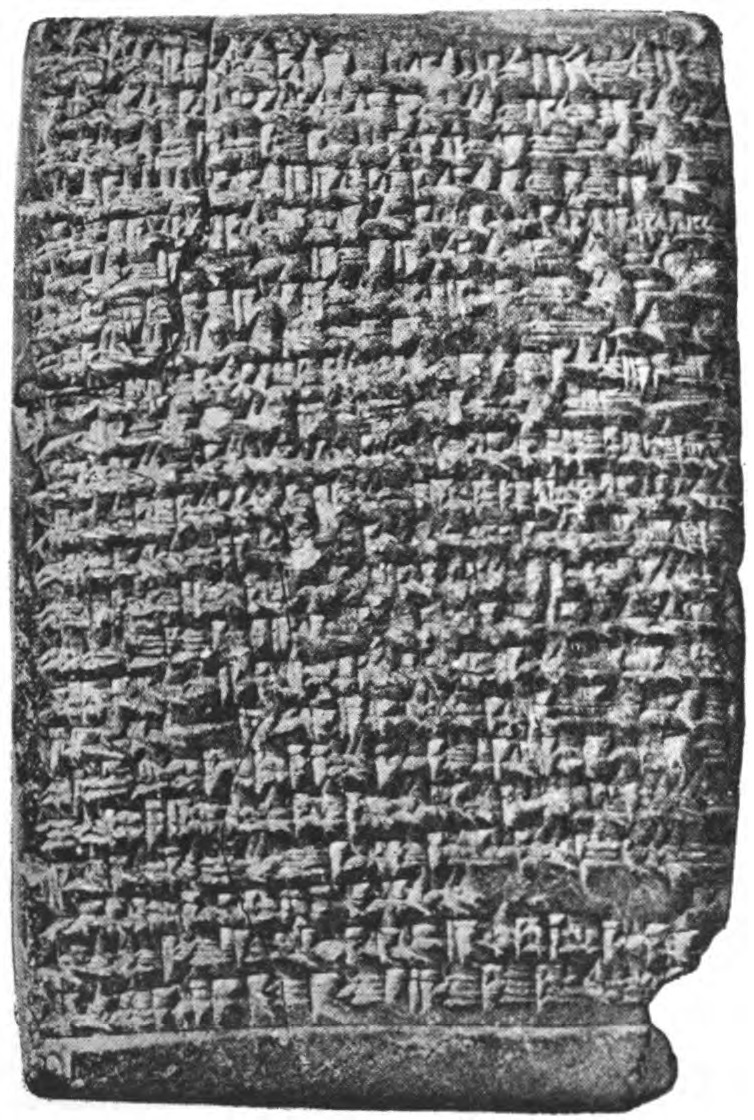
Kronika wczesnych królów (tabliczka A); zbiory Muzeum Brytyjskiego (nr inwent. BM 26472)

Tabliczka A ma szerokość 5,8 centymetra i długość 8,5 centymetra. Poza uszkodzonym dolnym prawym rogiem jest w bardzo dobrym stanie zachowania. Tekst, zapisany językiem babilońskim i datowany na okres późnobabiloński, przetrwał niemal w całości. Pochodzenie tabliczki jest nieznane. Obecnie przechowywana jest ona w zbiorach Muzeum Brytyjskiego (nr inwent. BM 26472).
Tekst na tabliczce A rozpoczyna długa sekcja (A 1-23) poświęcona akadyjskiemu królowi Sargonowi Wielkiemu. Opisane są w niej jego liczne osiągnięcia, jak na przykład zwycięskie wyprawy wojenne w kierunku wschodnim i zachodnim, zdobycie krainy Kazalla czy ustanowienie sprawnej administracji. Zgodnie z kroniką miał on też stłumić wielką rebelię i przy użyciu podstępu odeprzeć atak barbarzyńskich Subartejczyków. Końcowy fragment poświęconej mu sekcji stwierdza, iż wzniósł on miasto w pobliżu swej stolicy Agade, które miało być kopią Babilonu. To rozgniewało jednak boga Marduka, który spowodował w kraju głód i bunty, a na samego Sargona sprowadził bezsenność. 
Druga sekcja (A 24-27) dotyczy akadyjskiego króla Naram-Sina, jednego z potomków Sargona Wielkiego. Opisuje ona jego podbój miasta Apiszal i zamorskiej krainy Magan. Tematem trzeciej sekcji (A 28-30) są rządy króla Szulgiego z III dynastii z Ur, który z jednej strony miał zapewnić dostawy żywności dla miasta Eridu, ale z drugiej splądrować świątynię E-sagilę i Babilon. Ostatnie zdanie w tej sekcji, które bez wątpienia opisywało karę nałożoną na niego przez boga Marduka, jest mało czytelne. Kolejna sekcja (A 31-36), którą zawiera również tekst na tabliczce B (B awers 1-7), dotyczy rządów króla Erra-imitti z I dynastii z Isin. Zgodnie z kroniką król ten osadził na swym tronie ogrodnika o imieniu Enlil-bani jako „króla zastępczego”, po czym niespodziewanie zmarł po wypiciu gorącego rosołu, co sprawiło, że Enlil-bani pozostał na tronie, ale już jako prawowity władca. Ostatnia, krótka sekcja (A 37), stwierdza jedynie, że Ilu-szuma był królem Asyrii za czasów niejakiego Su-abu.

## Tabliczka B
Tabliczka B ma szerokość 5,5 centymetra i długość 6,5 centymetra. Nie jest ona zachowana w całości, jej dolnej części brakuje, a w lewym górnym rogu jest duże wgłębienie. Sama powierzchnia tabliczki jest też w wielu miejscach mocno zatarta. Zachowany tekst - analogicznie do tekstu z tabliczki A - jest zapisany językiem babilońskim i datowany na okres późnobabiloński. Pochodzenie tabliczki jest nieznane. Obecnie przechowywana jest ona w zbiorach Muzeum Brytyjskiego (nr inwent. BM 96152).
Tekst na tabliczce B zaczyna sekcja poświęcona królowi Erra-imitti (B awers 1-7), znana już z tekstu na tabliczce A. Kolejna sekcja (B awers 8-12) opisuje rządy Hammurabiego: zdobycie przez niego miast Ur i Larsa oraz sprowadzenie pojmanego króla Rim-Sina I do Babilonu. Dalej następuje mocno uszkodzona sekcja (B awers 13 - rewers 7) dotycząca rządów Samsu-iluny, syna Hammurabiego, w której wymieniane są imiona Rim-Sina II z Larsy i Ili-ma-ilum z Kraju Nadmorskiego. Następna sekcja (B rewers 8-10) poświęcona jest Abi-eszuhowi, synowi Samsu-iluny. Zgodnie z kroniką król ten próbował pokonać Ili-ma-ilum budując tamę na rzece Tygrys (fakt opisany również w jednej z nazw rocznych tego władcy), ale nie udało mu się pojmać swego przeciwnika. Dalej (B rewers 11) w tekście znajduje się krótki, późniejszy dopisek wykonany mniejszym pismem, mówiący o ataku Hetytów na Babilon za rządów Samsu-ditany (1595 r. p.n.e.). Kolejna sekcja (B rewers 12-14) mówi o Ea-gamilu, królu Kraju Nadmorskiego, który uciekł do Elamu i zastąpiony został na tronie przez Kasytę o imieniu Ulam-Buriasz. Ostatnia sekcja (B rewers 15-18) opisuje zwycięską wyprawę wojenną kasyckiego króla Aguma III do Kraju Nadmorskiego. 